# SQS-505
SQS-505はカナダ製の水上艦用ソナー・システム。カナダ海軍において1968年より就役を開始したほか、世界各国で採用されている。また、改良型のSQS-509およびSQS-510についても本項で述べる。

## 概要
SQS-505においては、36個のステーヴを直径4フィート (1.2 m)、高さ4フィート (1.2 m)のシリンダー状に配置しており、それぞれのステーヴが形成するビームの幅は10度である。使用する周波数は中周波数帯で6.4、7.2、8 kHzの3つから選択できる。動作モードとしては、指向送信（DT: Directional Transmission）、全方向送信（ODT）、三重逐次方向送信（TRDT）、ASPECT、広帯域周波数変調走査がある。
ビーム幅は400 Hz、25ヘルツのチャンネル16個を選択できる。パルス長は2.5、10、40、480ミリ秒、出力は、ODTモードにおいては126デシベル、TRDT, DTモードにおいては135デシベルである。探知距離は、おおむね200ヤード (180 m)〜32,000ヤード (29,000 m)と推測されている。
SQS-505の装備形態には、艦底装備型と可変深度型がある。艦底装備型は長さ14フィート (4.3 m)のドームに収容されている。一方、可変深度型はSQA-502ホイストによって曳航され、長さ18フィート (5.5 m)、重さ14,000ポンド (6,400 kg)の曳航体に収容される。
また、その後、下記のような改良型が開発された。
SQS-509
低周波ソナー型であり、アクティヴ・モードでは4.8、5.4、6.0キロヘルツを、パッシヴ・モードでは3.125キロヘルツを使用することができる。後にシグナール社のPHS-36にも技術が導入されたとされている。
SQS-510
SQS-505のシステムをもとに、新しいUYS-501音響処理装置を付加することで処理能力を飛躍的に向上させたものである。

## 採用国と搭載艦
アラブ首長国連邦海軍
- コルテノール級フリゲート（※ 旧オランダ海軍艦）

 インド海軍
- ニルギリ級フリゲート
- ゴーダーヴァリ級フリゲート
- ブラマプトラ級フリゲート

 ウルグアイ海軍
- ジョアン・ベーロ級フリゲート
（※ SQS-510; 旧ポルトガル海軍艦）

 オランダ海軍
- コルテノール級フリゲート
- カレル・ドールマン級フリゲート（※ PHS-36）

 カナダ海軍
- イロクォイ級ミサイル駆逐艦
（※ のちにSQS-510に換装）
- レスティゴーシュ級駆逐艦
- マッケンジー級駆逐艦
- アナポリス級駆逐艦（※ SQS-510）
- ハリファックス級フリゲート（※ SQS-510）

 ギリシャ海軍
- エリ級フリゲート

 ブルガリア海軍
- ウィーリンゲン級フリゲート
（※ SQS-510; 旧ベルギー海軍艦）

 ベルギー海軍
- ウィーリンゲン級フリゲート（※ SQS-510）

 ポルトガル海軍
- ジョアン・ベーロ級フリゲート（※ SQS-510）
- カレル・ドールマン級フリゲート
（※ PHS-36; 旧オランダ海軍艦）
- ヴァスコ・ダ・ガマ級フリゲート（※ SQS-510）